# 徐陵
徐 陵（じょ りょう、507年 - 583年）は、南朝梁から陳にかけての文学者・政治家。字は孝穆。本貫は東海郡郯県。徐摛の子で、徐徳言の祖父。

## 一代文宗
父の徐摛、庾肩吾・庾信父子とともに、皇太子蕭綱（後の簡文帝）配下の文人として活躍し、「徐庾体」という艶麗な詩風を確立した。侯景の乱の混乱により、一時期北朝の東魏・北斉に抑留されたが、後に江南に帰り、陳でも文壇の大御所的存在として「一代の文宗」と称えられた。詩集『玉台新詠』は、皇太子蕭綱の命により徐陵が編纂したとされ、その序文は六朝時代の駢文の傑作として名高い。

## 生涯
幼少の頃から聡明で、8歳で文章を綴り、12歳で『荘子』『老子』に通暁し、長じてからは史書を博覧し、弁舌にも巧みであったという。
普通2年（521年）、父の徐摛が梁の武帝の三男の晋安王蕭綱の諮議参軍となると、徐陵も蕭綱の幕府に招かれ参寧蛮府軍事となる。中大通3年（531年）、蕭綱が皇太子に立てられると、庾信とともに東宮の抄選学士となり、宮体詩の作者として梁の宮廷で活躍した。その後、通直散騎侍郎や南平王蕭恪・湘東王蕭繹（後の元帝）の参軍を務めた。
太清2年（548年）、通直散騎常侍を兼任し、東魏への使者として首都の鄴に赴き、東魏の朝廷で大いに歓待された。だが同年に起きた侯景の乱によって南朝梁が戦乱に見舞われると、徐陵は帰国することができなくなり、東魏とその禅譲を受けた北斉で、数年間軟禁状態に置かれることになった。
承聖3年（554年）、江陵にいた梁の元帝が西魏によって殺され、傀儡政権の後梁が建てられると、翌紹泰元年（555年）、北斉はそれに対抗するために、梁の皇族である蕭淵明を自らの軍とともに皇帝として、建康にいた王僧弁のもとに送り込み、徐陵もそれに随行した。蕭淵明を迎え入れた王僧弁は徐陵を厚遇し、尚書吏部郎に任じて詔勅の起草を担当させた。王僧弁が陳霸先によって殺されると、徐陵は王僧弁配下の将であった任約のもとに奔った。任約が敗北すると陳霸先に許され、貞威将軍・尚書左丞に任じられた。翌紹泰2年（556年）には再び北斉に使者として派遣された。
永定元年（557年）、陳が建国されると、もとの官位に散騎常侍を加えられた。文帝が即位すると、太府卿・散騎常侍・御史中丞・吏部尚書などを歴任し、宣帝の時代には、尚書左僕射となり、建昌県侯に封じられた。徐陵は老齢を理由に、しばしば宣帝に致仕を願い出たが、そのたびに慰留された。後主が即位すると、左光禄大夫・太子少傅に移った。至徳元年（583年）に死去。享年77、諡は章。
徐陵は文才に優れ、梁陳交替時の禅譲文や陳朝の重大な国家文書は、みな彼の手によって書かれた。度量が広く、「一代の文宗」と称えられるようになっても、人に驕ることなく、後進の文人たちに対しても丁寧に応対したという。

## 子女
- 徐倹
- 徐份
- 徐儀
- 徐僔

## 伝記資料
- 『陳書』巻26 列伝第20[1]
- 『南史』巻62 列伝第52

## 評伝
- 吉川忠夫「徐陵－南朝貴族の悲劇」-『侯景の乱始末記　南朝貴族社会の命運』第2章。新版・志学社選書、2019年[2]